# Rejon pytałowski
Rejon pytałowski (ros. Пыталовский район) – rejon w Rosji, w obwodzie pskowskim, ze stolicą w Pytałowie. Sąsiaduje z Łotwą.

## Ludność
W 2010 rejon zamieszkiwało 13 128 osób, w tym 6054 w jego stolicy Pytałowie. Wśród osad wiejskich jedna liczyła 1000-2000 mieszkańców, 12 100-1000 mieszkańców, 107 10-100 mieszkańców, w 184 mieszkało nie więcej niż 10 ludzi, a 22 osady były całkowicie wyludnione. Do 2019 liczba ludności spadła do 10 682 osób.

## Historia
Przed II wojną światową terytorium obecnego rejonu należało do Łotwy. Po powtórnym zajęciu tego państwa przez Związek Sowiecki i utworzeniu Łotewskiej SRR, w 1944 postanowiono odłączyć część ziem Łotewskiej SRR, w tym obecny rejon pytałowski, i przyłączyć je do Rosyjskiej FSRR. Wkrótce po zmianie granic komunistyczne władze rozpoczęły deportacje w odległe rejony ZSRS osób zamieszkujących ten region, które zostały uznane za kułaków, nacjonalistów i ludzi nastawionych antyradziecko. Część ludności łotewskiej nie objęta przymusowymi przesiedleniami, sama przeniosła się do Łotewskiej SRR. Jednocześnie sprowadzano tu osoby narodowości rosyjskiej.
Dopiero w 2007 roku Rosja formalnie uznała traktatowo granice Łotwy, za cenę rezygnacji przez Rygę z tego okręgu.